# Lenguas Isabel
Las siete lenguas de Santa Isabel son un grupo de lenguas salomónicas noroccidentales.

## Idiomas
La unidad de las lenguas de Santa Isabel está totalmente respaldada por un análisis de 2008 de la Base de datos de vocabulario básico austronesio La estructura interna difiere; sin embargo, según Ethnologue, los idiomas en cuestión (los idiomas central y oriental de Santa Isabel) son lo suficientemente parecidos como para que puedan utilizar la misma literatura.
- Oeste de Santa Isabel
  - Zabana (Kia)
  - Laghu (extinto)
- Centro-Este de Isabel
  - Kokota
  - Zazao–Holo
    - Zazao (Kilokaka)
    - Cheke Holo (Maringe y Hograno)

Hay otros dos idiomas en Ethnologue no incluidos en el análisis de 2008: Blablanga, clasificado como central con Kokota y Zazao, y Gao, clasificado como oriental con Cheke. Hola.